# Bezoekerscentrum Reitdiep

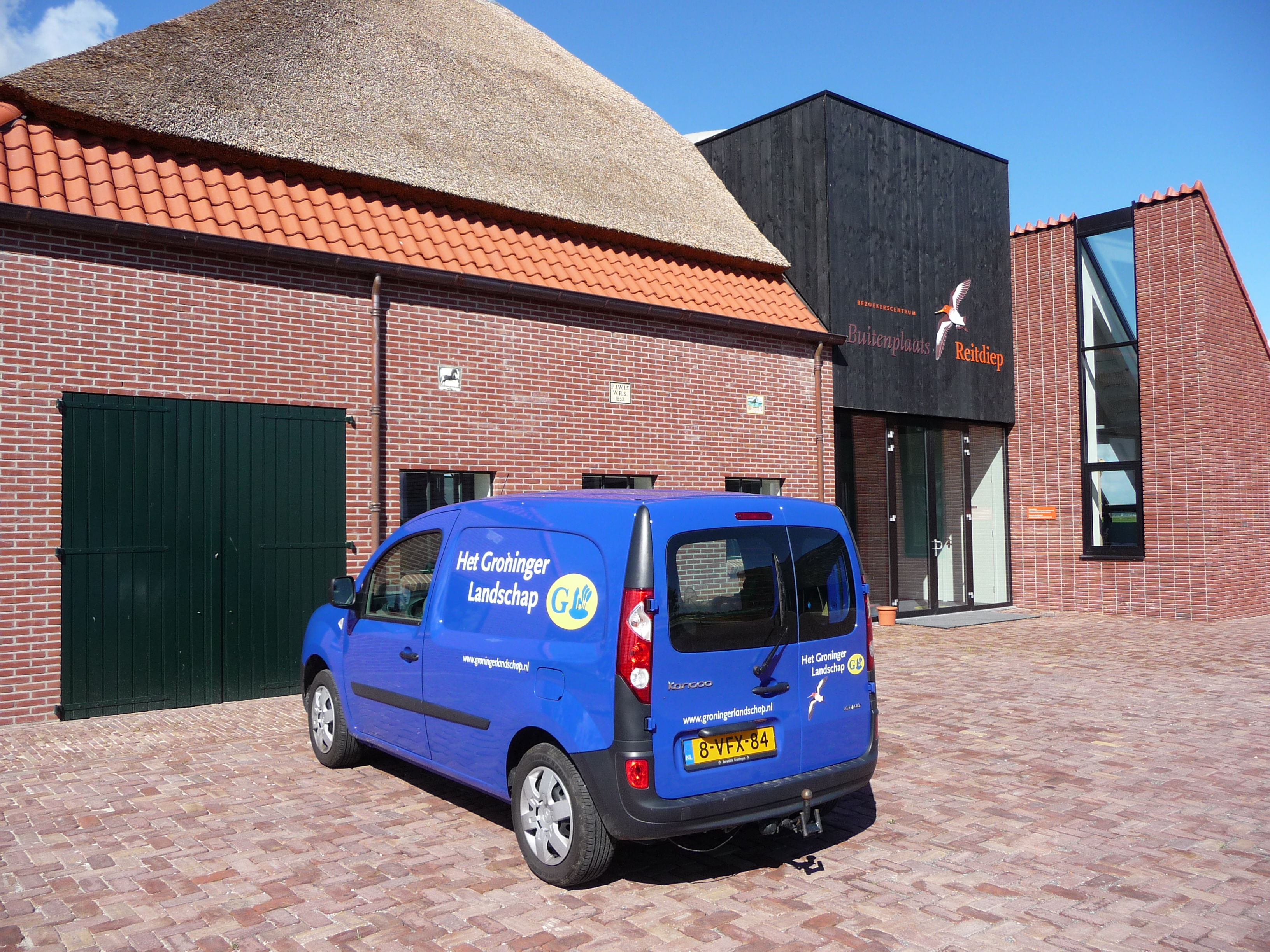
Ingang van het bezoekerscentrum.

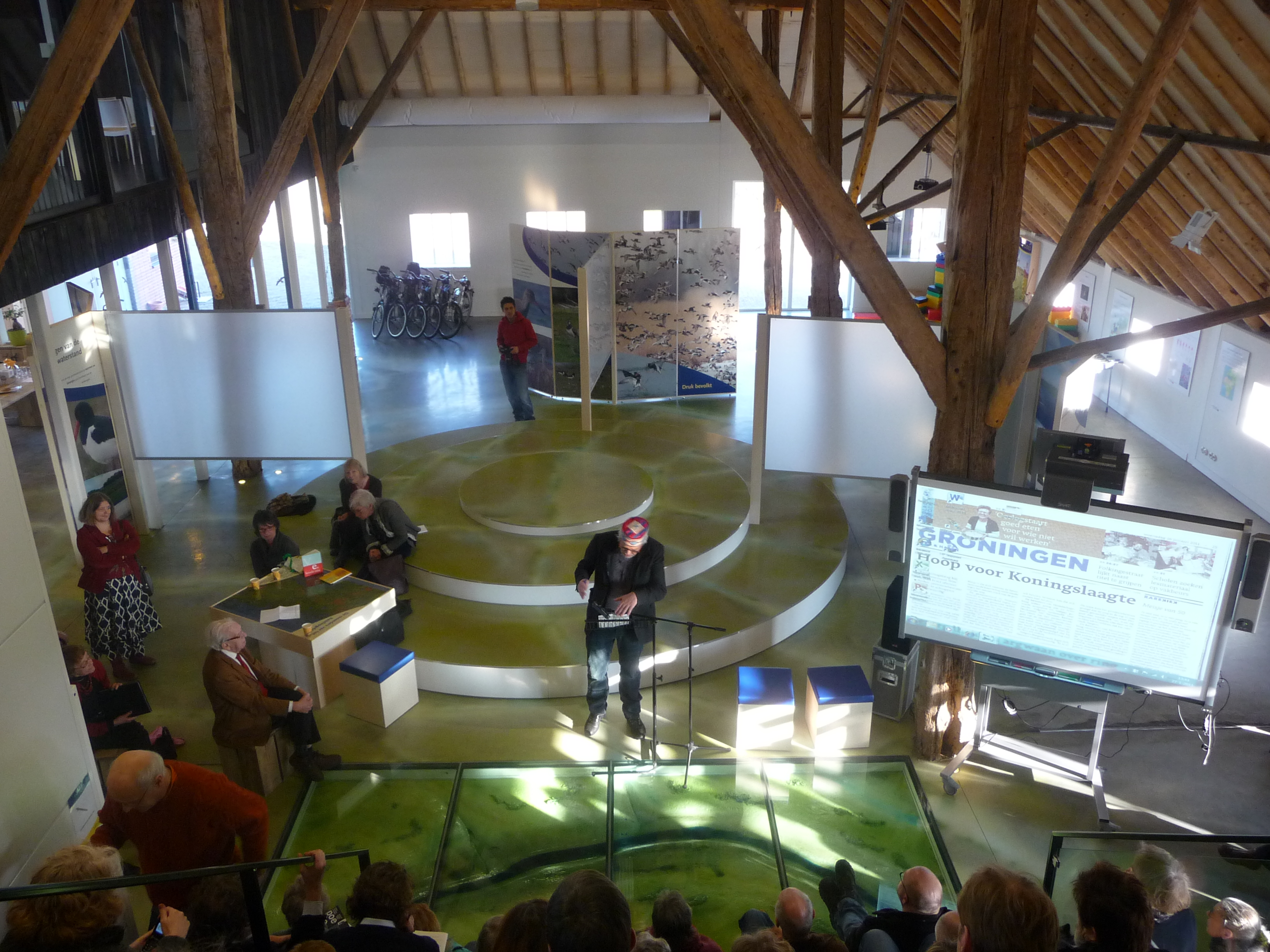
Interieur tijdens de Gedichtendag 2011.

Het bezoekerscentrum Reitdiep (tot 2017 Buitenplaats Reitdiep) is het bezoekerscentrum van het Groninger Landschap voor het Reitdiepgebied, met name de Koningslaagte.
Het centrum is gelegen aan de Wolddijk even ten noorden van het dorp Noorderhoogebrug. Het ligt daardoor letterlijk aan de rand van de stad Groningen. De verbouwde boerderij heeft naast een tentoonstellingsruimte op de deel, een kleine filmzaal, een uitkijkpost en een winkel.
Naast de boerderij is een potstal met enkele Groninger blaarkoppen. De grove stalmest die deze stal oplevert wordt gebruikt voor het bemesten van de eigendommen van de stichting, om zo tot een gevarieerde flora te komen en daarmee tot een rijkere fauna, waar met name de grutto van moet profiteren.